# Sainte-Austreberthe (Seine-Maritime)
Sainte-Austreberthe ist eine französische Gemeinde mit 664 Einwohnern (Stand: 1. Januar 2022) im Département Seine-Maritime in der Region Normandie (vor 2016: Haute-Normandie). Die Gemeinde gehört zum Arrondissement Rouen und zum Kanton Notre-Dame-de-Bondeville (bis 2015: Kanton Pavilly).

## Geographie
Sainte-Austreberthe liegt etwa 19 Kilometer nordnordwestlich von Rouen im Pays de Caux. Hier entspringt der Fluss Austreberthe. Umgeben wird Sainte-Austreberthe von den Nachbargemeinden Émanville im Norden, Hugleville-en-Caux im Norden und Nordosten, Butot im Osten und Nordosten, Sierville im Osten, Goupillières im Süden und Südosten, Pavilly im Süden sowie Limésy im Westen.

## Geschichte
Der Ort ist auf Grund der Kapelle an der Quelle des Flusses Austreberthe mit der Geschichte der Heiligen Austreberta verbunden.

## Bevölkerungsentwicklung
| 1962                      | 1968 | 1975 | 1982 | 1990 | 1999 | 2006 | 2013 |
| ------------------------- | ---- | ---- | ---- | ---- | ---- | ---- | ---- |
| 342                       | 416  | 545  | 453  | 521  | 583  | 586  | 615  |
| Quelle: Cassini und INSEE |      |      |      |      |      |      |      |

## Sehenswürdigkeiten
- Kirche Sainte-Austreberthe aus dem 11. Jahrhundert
- Kapelle Quelle von Sainte-Austreberthe, historische Pilgerstätte